# 野獸國
《野獸國》（英語：Where the Wild Things Are）是美國作家莫里斯·桑達克1963年出版的兒童文學作品，1973年改編為動畫短片（1988年做了個新版本），2009年改編成真人電影《野獸冒險樂園》。
《野獸國》銷售量達到1900萬本，其中美國賣出1000萬本。

## 連接
- 互联网电影数据库（IMDb）上《Where the Wild Things Are (1973)》的资料（英文）
- 互联网电影数据库（IMDb）上《Where the Wild Things Are (2009)》的资料（英文）